# Linnaea (журнал, Германия)
Linnaea (полное название: «Linnaea: Ein Journal für die Botanik in ihrem ganzen Umfange») — ботанический журнал, издававшийся в Берлине с 1826 года по 1882 год. Всего было выпущено 43 тома, последний том вышел в 1882 году.
Обычно журнал выходил как ежегодное издание, хотя девять раз публиковался один выпуск за два года. Редактором первых 34 номеров журнала был Дидерих Франц Леонард фон Шлехтендаль. C 1867 года редактором стал Кристиан Август Фридрих Гарке. При новом редакторе, начиная с 35 выпуска, журнал получил альтернативный подзаголовок: «Beiträge zur Pflanzenkunde», и стал выходить с новой нумерацией от 1 номера в 1867 году до 9 номера за 1880/1882 годы.
Материалы в журнале публиковались на латинском и немецком языках.
Впоследствии журнал был продолжен и издавался в 1881—1889 годах уже под названием: «Jahrbuch des Königlichen Botanischen Gartens und des Jahrbuch des Königlichen Botanischen Gartens und des Botanischen Museums zu Berlin».
Содержимое журнала полностью доступно в онлайн библиотеке Biodiversity Heritage Library.